# Народный вестник
«Народный вестник» — еженедельный общественно-политический и литературный журнал, легальное издание российской Партии социалистов-революционеров (эсеров). Издавался в 1906 году в Санкт-Петербурге.

## Характеристики издания
Официальным редактором-издателем журнала был А. Е. Звенигородский, фактическим главным редактором — Н. C. Русанов. «Народный вестник» финансировался издателем Н. Е. Парамоновым.
Всего было выпущено 7 номеров (№ 1 — без даты, № 7 — 4 (17) мая 1906 года). Высота издания составляет 19 см, объём — 64 страницы (в сдвоенном № 3—4 — 104).

## Содержание
Автором передовых статей журнала был Русанов (под псевдонимом «Н. Е. Кудрин»), который также заведовал рубрикой «Обзор печати» (под псевдонимом «В. Г. Подарский»).
В состав редакции «Народного вестника» входили В. М. Чернов (опубликовал статьи «К аграрному вопросу (Что такое социализация земли?)», «Типы рабочего синдикализма»), А. И. Гуковский, Н. И. Ракитников и С. П. Швецов.
С изданием также сотрудничали Л. Э. Шишко («„Экономика“ и „политика“ в русском освободительном движении»), М. А. Энгельгардт («Итоги выборов в Государственную думу»), М. А. Кроль («Чего партия „народной свободы“ народу дать не может», «Крестьянские настроения по составленным для Государственной думы наказам») и другие.

## Закрытие
Журнал был закрыт властями за критику императорского правительства и его непрекращающейся репрессивной политики. 
Вместо «Народного вестника» эсеры приступили к изданию политической и литературной ежедневной газеты «Дело народа» (Санкт-Петербург, 1906 год, 9 номеров).